# Убить сталкера
«Убить сталкера» (кор. 킬링 스토킹, также англ. Killing Stalking — «Убийственный сталкинг») — манхва корейского автора Куги (쿠기). Это повесть о парне по имени Юн Бум (윤범), влюбившемся в своего бывшего армейского сослуживца по имени О Сану (오상우) и обнаружившем, что объект его страсти — серийный убийца-психопат.

## Сюжет
Молодой мужчина Юн Бум безнадежно влюблен в парня, который спас его от издевательств в армии — О Сану. Он тайком наблюдает за ним на улицах, а однажды даже проникает в его дом, но оказывается пойман хозяином в подвале, где Бум находит совсем не то, что ожидал видеть. Объектом его нездоровой любви становится серийный убийца, с такой же, как будет рассказано далее, трагической и нелегкой судьбой. Захватывающий триллер о жизни двух сломленных и испорченных прошлым людях, жаждущих любви и заботы, дающих её друг другу вперемешку с болью и страданиями. Способны ли герои излечить психологические и физические травмы друга друга? Способны ли антагонисты на хорошие поступки? Заслуживают ли герои хоть малейшего сострадания?

## Персонажи
- Юн Бум (кор. 윤범) — главный герой манхвы, возраст почти 30 лет. Из-за того, что его родители погибли, когда он был маленьким, Бума отдали на воспитание бабушке и дяде, причём последний жестоко оскорблял и насиловал Юна, что сделало из него неуверенную жертву насилия на всю жизнь. Над ним издевались в школе, на службе, О Сану, который впоследствии стал проявлять взаимные чувства. Юн Бум склонен к суицидальным мыслям и привязываться к тем, кто проявляет к нему малейшую привязанность, что делает его чувствительным человеком. Центральное место в характере Юн Бума занимает его одержимая любовь к О Сану, однокурснику по университету, с которым он служил в армии. В связи с требованием прохождения обязательной военной службы в Корее, Бум получает повестку уже после первого семестра в колледже, несмотря на предположение, что его низкая масса тела освободит его от действительной службы. В своём подразделении он подвергается издевательствам, а командир пытается изнасиловать его. Позже Юн Бум выясняет, что попытка была пресечена О Сану, и это привело к тому, что Бум увидел в нём своего спасителя. После того, как парень заканчивает свою военную службу, он преследует Сану и однажды видит его с девушкой, осознавая гетеросексуальность последнего. Влечение Бума превращается в навязчивую идею, в основном подпитываемую тем фактом, что он страдает пограничным расстройством личности, и Сану был одним из первых, кто, в глазах Бума, в тот момент проявил к нему привязанность, спасая его. Бисексуален.
- О Сану (кор. 오상우) — главный герой манхвы, возраст около 25 лет. Сану однокурсник и сослуживец Юн Бума. Он спасает Бума от попытки изнасилования командиром во время военной службы, из-за чего впоследствии становится объектом навязчивой привязанности Бума. Сану часто видят в компании поклонниц из-за его красивой внешности. Он имеет приятные черты лица и часто улыбается, даже когда смотрит в глаза незнакомцам. Во время учёбы в университете он выглядит экстравертом с большим кругом друзей. По словам Бума, он многих привлекал своей «чуткой, внимательной, нежной аурой». Эти черты, однако, скрывают его истинные психопатические, агрессивные и садистские качества. Изначально Сану нам представляют жестоким и безжалостным человеком, который похищает, истязает, насилует и убивает людей, не проявляя абсолютно никакого милосердия к своим жертвам (до встречи с Юн Бумом). Он очень нарциссичен и смотрит на всех свысока, делая вид, что действительно заботится о других, только чтобы поразить их искренней враждебностью, когда он этого захочет. Сталкиваясь со своими жертвами, его эмоции непредсказуемо чередуются между фальшивым милосердием и яростной враждебностью. Когда он разговаривает с постоянными знакомыми, он дразнит их беззаботным тоном и не боится обзаводиться новыми знакомствами. В отношении своих жертв он использует унизительные, резкие ругательства. О Сану пытает своих жертв медленно, но с определённым темпом, предпочитая также манипулировать ими. Впоследствии мы узнаём истоки его поведения и причины почему он стал таким, когда он открывается перед Юн Бумом. Имеет посттравматический синдром. Самый большой страх для О Сану — стать похожим на отца, а также быть преданным близким человеком. Одержим параноидальными мыслями о возможном предательстве со стороны Бума, постепенно сходя с ума. Гетеросексуален, однако испытывал привязанность к Юн Буму, так как тот напоминал ему свою мать.
- Ян Сомбэ (кор. 양승배) — бывший следователь, который был понижен в звании до патрульного полицейского, возраст от 25 до 30 лет. Как отметил его начальник, он, кажется, слишком любопытен в расследованиях и доверяет своей (обычно точной) интуиции даже при отсутствии доказательств. Послушный и склонный к скептицизму, он часто сомневается в выводах других. Эти черты характера оказываются пагубными, поскольку они стоили ему места в следственной группе. Тремя годами ранее он расследовал убийство родителей О Сану. Хотя дело было объявлено закрытым, он продолжил расследование и с подозрением отнесся к предположению, что виновником был грабитель, сочтя доказательства взлома подстроенными. Это заставило его опасаться Сану.

## Награды
Манхва одержала победу на Втором мировом конкурсе комиксов Lezhin, принеся автору главный приз в размере ₩ 100 000 000.

## Экранизация
24 февраля 2022 года автор манхвы Куги, сообщила в Twitter, что вебтун «Убить сталкера» будет экранизирован в форме дорамы. Адаптацией займётся KidariStudio.